# Bouteldja
Bouteldja là một đô thị thuộc tỉnh El Tarf, Algérie. Dân số thời điểm năm 2002 là 15.275 người.